# Hulan He
Der Hulan He (呼兰河,  Hūlán Hé) ist ein linker Nebenfluss des Songhua Jiang (Sungari) in der chinesischen Provinz Heilongjiang. 
Er entspringt im Kleinen Hinggan-Gebirge. Von dort fließt er anfangs in südlicher Richtung durch das Bergland. Später wendet er sich nach Westen. Er passiert die Stadt Tieli. Im Mittellauf fließt er in südwestlicher Richtung 10 km nördlich an Suihua vorbei. Im Unterlauf strömt der Hulan He schließlich nach Süden. Im Stadtbezirk Hulan (呼蘭區 / 呼兰区) der Unterprovinzstadt Harbin mündet er in den Songhua Jiang (Sungari).